# 全部だきしめて/青の時代
『全部だきしめて／青の時代』（ぜんぶだきしめて／あおのじだい）は、KinKi Kidsの4枚目のシングル。1998年7月29日に8cmCDで発売。発売元はジャニーズ・エンタテイメント。
2007年12月26日に12cmCD（マキシシングル）として再発売をしている。

## 解説
KinKi Kidsにとって初の両A面シングル。
ジャケットは初回盤2タイプ（「全部だきしめて」をイメージとした『赤ジャケ』と「青の時代」をイメージとした『青ジャケ』）と通常盤の計3タイプが発売された。それぞれ収録曲の内容に相違はない。また、初回盤にはミニ写真集「プライベート・フォトカード」（赤ジャケ、青ジャケ、共に同じ内容）が封入されていた。

## チャート成績
オリコン週間ランキングで、初週（初動）売上は45.1万枚と前作を下回ったものの、自身最長の4週連続首位も獲得。CD累計売上は116.0万枚（オリコン調べ）と、前作では成し遂げられなかったミリオンセラーを達成した。
なお、吉田拓郎にとっては、初の提供作品ミリオンセラーと、1975年のかまやつひろし「我が良き友よ」以来となる提供作品による同チャート1位を達成した。

## 収録曲
1. 全部だきしめて
（作詞：康珍化 / 作曲：吉田拓郎 / 編曲：武部聡志）
KinKi Kidsが出演のフジテレビ系音楽バラエティ番組『LOVE LOVE あいしてる』テーマソング。
元々は、吉田拓郎のアルバム『みんな大好き』（1997年）収録曲で、KinKi Kidsがカバーした形である。
出版者：フジパシフィックミュージック
2. 青の時代
（作詞・作曲：canna / 編曲：新川博）
堂本剛主演のTBS系ドラマ『青の時代』主題歌。
それぞれのソロパートがなく、全てのパートが2人で歌われている[6]。なお、作詞・作曲をしたcannaもセルフカバーしており、同グループの1枚目のアルバム『無人島』に収録されている。
作品化されていないが、ラストのサビから曲の終わりにかけて50秒ほどのPVが存在する。そのPV映像は台湾で放送されていたジャニーズ系情報番組「ジャニーズパワー」の中でオンエアされたのみで、一部は『N album』収録「なんねんたっても」のPVで見ることができる。
自身の2007年のベスト・アルバム『39』発売時のファン投票で30位にランクインした。
出版者：日音 & ブライト・ノート・ミュージック
3. 全部だきしめて (Instrumental)
4. 青の時代 (Instrumental)

## 参加ミュージシャン
| 全部だきしめて - Keyboards：武部聡志 - Drums：村石雅行 - Bass：吉田建 - Guitar：鳥山雄司 - Programmer：大竹徹夫 - Chorus：佐藤竹善・村田和人・木戸泰弘 | 青の時代 - Chorus Arrange：松下誠 - Programmer：新川博 - Drums：濱田尚哉 - Bass：松原秀樹 - Guitar：増崎孝司 - Pro Tools：松田真人 - Chorus：松下誠 |

## 収録アルバム
- 全部だきしめて
  - C album（アルバムバージョン）
  - KinKi Single Selection
  - The BEST
- 青の時代
  - C album
  - KinKi Single Selection
  - 39
  - Ballad Selection
  - The BEST

## 映像作品
- 全部だきしめて
  - Asian Biggest Live with 光一Birthday KinKi Kids 3 days Panic! at TOKYO DOME '98-'99
  - KinKi KISS Single Selection
  - KinKi Kids Dome Tour 2004-2005 -Font De Anniversary.-
  - We are Øn' 39!! and U? KinKi Kids Live in DOME 07-08
  - KinKi you DVD
  - KinKi Kids 2010-2011 〜君も堂本FAMILY〜
  - K album（初回限定盤）
  - King・KinKi Kids 2011-2012
  - KinKi Kids Concert 2013-2014「L」
  - MTV Unplugged: KinKi Kids
  - KinKi Kids CONCERT 20.2.21 -Everything happens for a reason-
  - KinKi Kids Concert 2022-2023 24451〜The Story of Us〜（初回限定盤）
  - P album（初回盤A）
  - KinKi Kids Concert 2023-2024 〜Promise Place〜
- 青の時代
  - 風雲再起近畿小子2001台北演唱會 〜KinKi Kids Returns! 2001 Concert Tour in Taipei〜
  - KinKi Kids Dome Tour 2004-2005 -Font De Anniversary.-
  - KinKi you DVD
  - KinKi Kids CONCERT 20.2.21 -Everything happens for a reason-
  - P album（初回盤B）